# Tea Lindeburg
Tea Lindeburg (* 25. Juni 1977) ist eine dänische Filmregisseurin.

## Leben
Die 1977 geborene Tea Lindeburg ist seit 2003 mit Kristian Leth verheiratet, und sie haben drei gemeinsame Kinder. Der 1980 in Kopenhagen geborene Leth ist als Journalist und Musiker der Gruppe The William Blakes tätig. Zudem veröffentlichte er mehrere Gedichtsammlungen, Sachbücher und einen Roman. 
Gemeinsam zogen sie nach New York, wo Lindeburg Film an der New York University studierte. Sie studierte auch an der dänischen Filmschule Super16.
Im Jahr 2020 adaptierte sie für Netflix ihre Podcast-Serie Equinox 1985. Das Filmdrama As in Heaven, ihr Regiedebüt bei einem Spielfilm mit Flora Ofelia Hofmann Lindahl in der Hauptrolle, feierte im September 2021 beim Toronto International Film Festival seine Premiere. Der Film basiert auf dem Roman Eine Todesnacht von Marie Bregendahl. Die Musik komponierte Lindeburgs Ehemann Kristian Leth.

## Filmografie
- 2004: Således skete det (Kurzfilm)
- 2005: Flyd mine tårer (Kurzfilm)
- 2006: Et andet sted (Kurzfilm)
- 2008: En gyselig hilsen (Kurzfilm)
- 2008–2011: Normalerweize (Fernsehserie, 11 Folgen)
- 2009: Prut og Pølle – jagten på far (Fernsehserie, 10 Folgen)
- 2013–2014: Kødkataloget (Fernsehserie, 14 Folgen)
- 2021: As in Heaven (Du som er i himlen)

## Auszeichnungen
Festival Internacional de Cine de San Sebastián
- 2021: Auszeichnung mit der Goldenen Muschel (As in Heaven)

Robert
- 2023: Auszeichnung für das Beste adaptierte Drehbuch (As in Heaven)[5]